# Codariocalyx
- Wikispecies

Codariocalyx é um género botânico pertencente à família Fabaceae.

## Espécies
- Codariocalyx gyroides
- Codariocalyx motorius[1][2][3][4]